# Транспортна компанія Цюриха

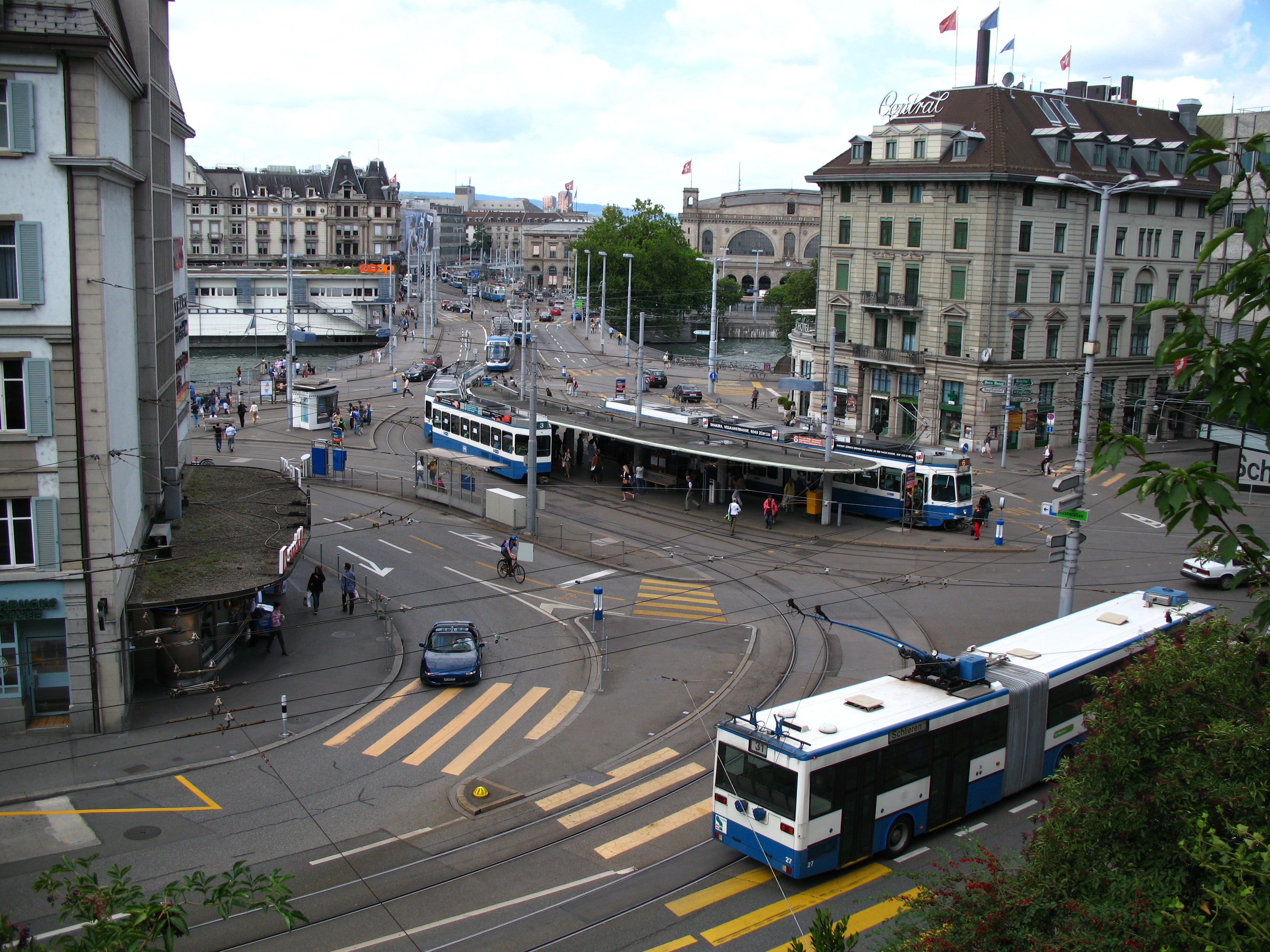
Трамваї та тролейбуси VBZ у центрі Цюриха

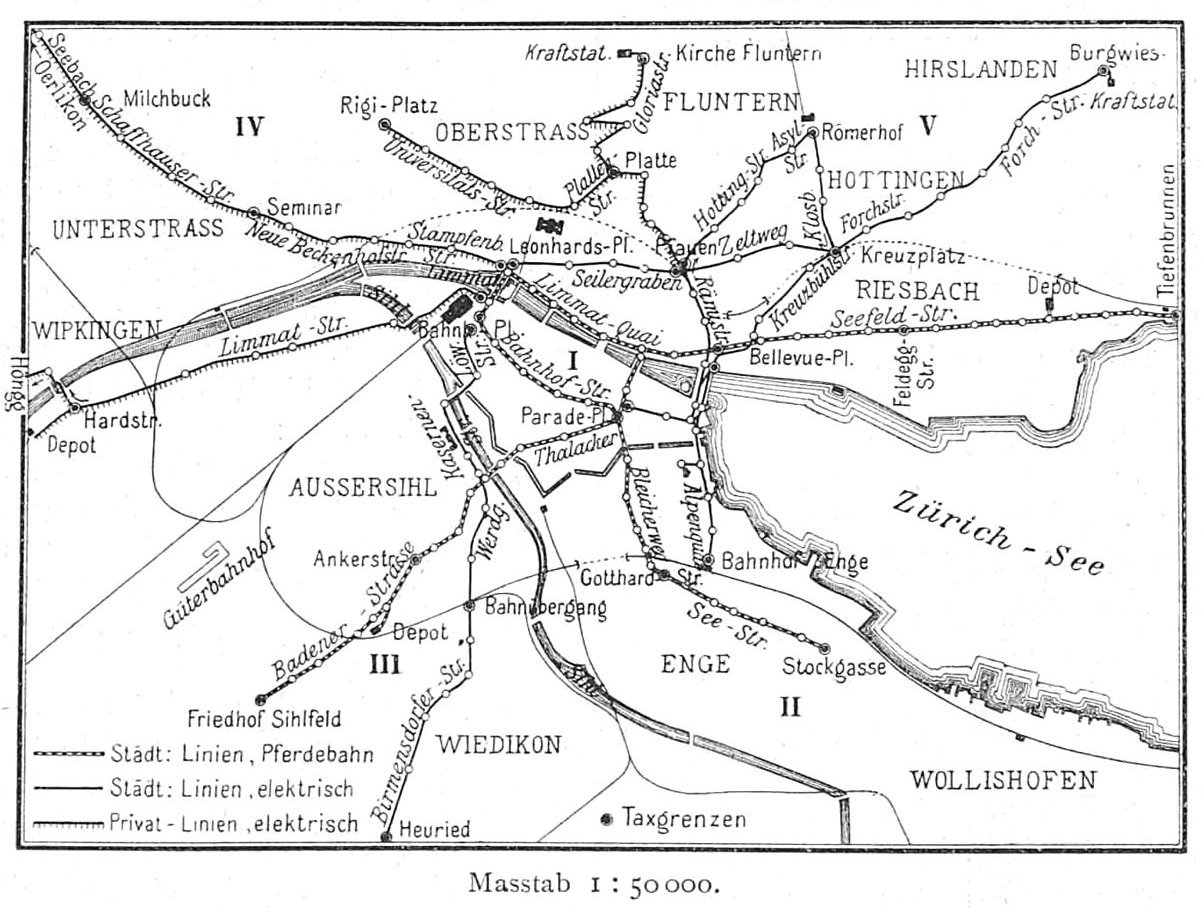
Трамвайні маршрути станом на 1899 рік

Транспортна компанія Цюриха (нім. Verkehrsbetriebe Zürich (VBZ)) — оператор громадського транспорту в місті Цюрих (Швейцарія), що повністю належить місту. Раніше відома як Städtische Strassenbahn Zürich (StStZ), організація була заснована в 1896 році, отримала поточну назву в 1950 році.
VBZ володіє та експлуатує трамваї, тролейбуси, автобуси та фунікулер. Він також експлуатує, але не володіє, додатковий фунікулер, зубчасту залізницю та системою легкорейкового транспорту Глаттальбан.
Усі пасажирські послуги VBZ здійснюються в рамках системи тарифів і квитків, наданої кантональним управлінням громадського транспорту «Zürcher Verkehrsverbund (ZVV)». Тариф ZVV також поширюється на інші послуги пасажирського транспорту в місті та його околицях, включаючи цюрихський S-bahn, хоча вони не обслуговуються VBZ.

## Історія

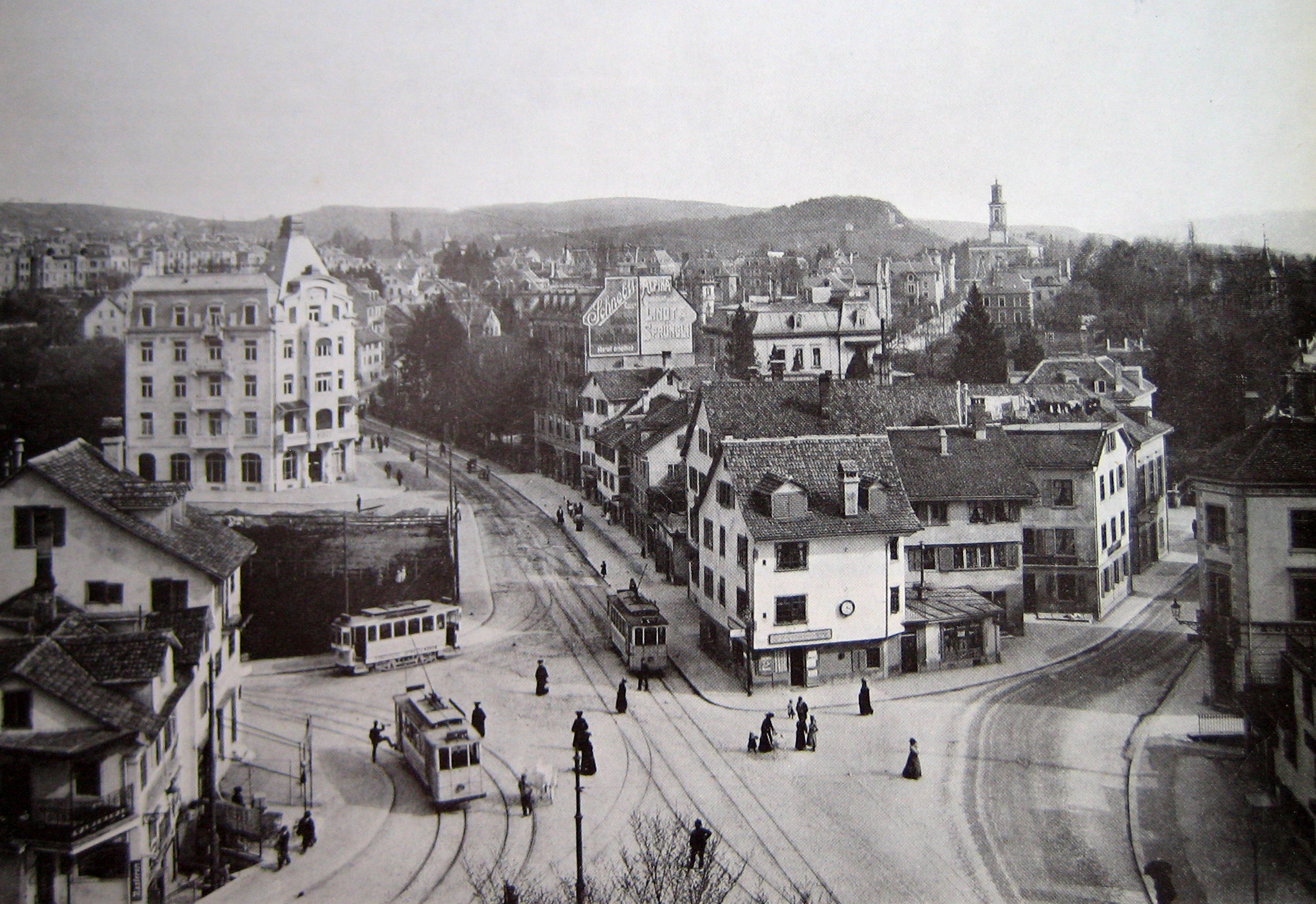
Трамвайний рух на площі Кройцплац, 1905 рік

Компанія «Städtische Strassenbahn Zürich (StStZ)» виникла в 1896 році, коли місто Цюрих придбало «Elektrische Strassenbahn Zürich (ESZ)». Однак приватні трамваї працювали в місті з 1882 року, і приватна та державна експлуатація трамваїв у місті тривала паралельно до 1931 року, коли StStZ поступово купував компанії приватного сектора.

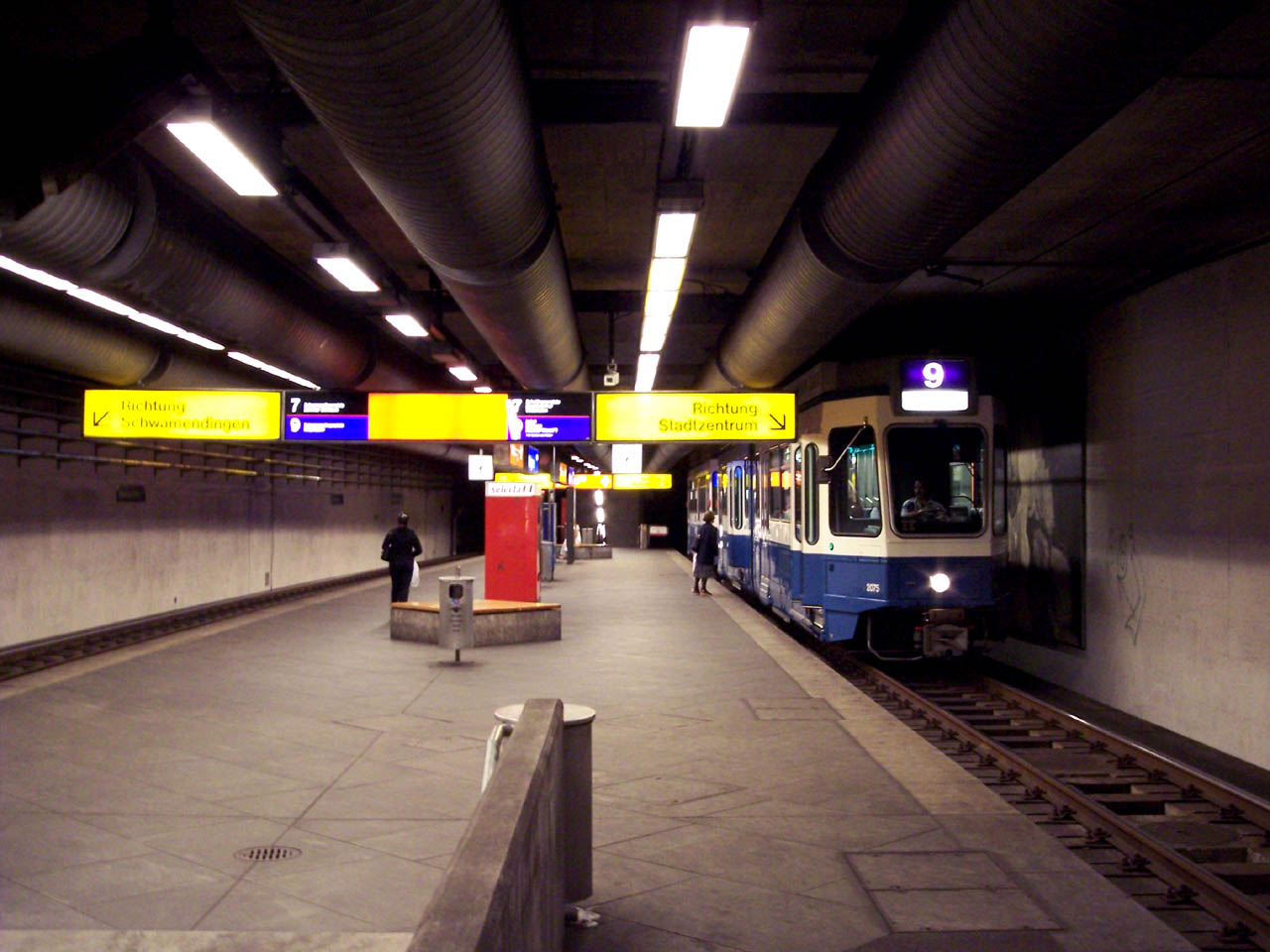
Трамвайна станція, облаштована в покинутому тунелі U-Bahn

У 1927 році StStZ запровадив свій перший автобусний маршрут, а в 1939 році — перший тролейбусний маршрут. У 1940 році StStZ розпочала модернізацію своїх трамваїв, представивши перші прототипи швейцарського стандартного трамвая. Незважаючи на нейтралітет Швейцарії, економічні наслідки Другої світової війни сповільнили програму, але до 1953 року VBZ отримав 177 таких трамваї.
У 1950 році StStZ змінила назву на «Verkehrsbetriebe der Stadt Zürich (VBZ)», щоб підкреслити ширший характер своїх послуг. У 1978 році цю назву було уточнено до «Verkehrsbetriebe Zürich» з використанням назви «VBZ Züri-Linie» у деяких маркетингових контекстах.
У 1962 році виборці Цюриха відхилили пропозицію про створення метро або мережі U-Bahn, і ця відмова повторилася в 1973 році. Незважаючи на це, кілька дистанцій U-Bahn було побудовано, але так і не було відкрито. Сьогодні одна така дистанція використовується трамвайною мережею VBZ, а інша використовується як кінцева станція Sihltal Zürich Uetliberg Bahn (SZU) на станції Цюрих-Головний.
У 1990 році VBZ став партнером транспортної мережі Цюриха, організації, що координує надання послуг громадського транспорту та тарифи в кантоні Цюрих. У 2006 році відкрилася перша черга Глаттальбан>у, а наступні фази відкрилися в 2008 і 2010 роках. У 2011 році міська трамвайна мережа була розширена завдяки відкриттю проекту «Zürich West».

## Операційна діяльність

### Трамваї

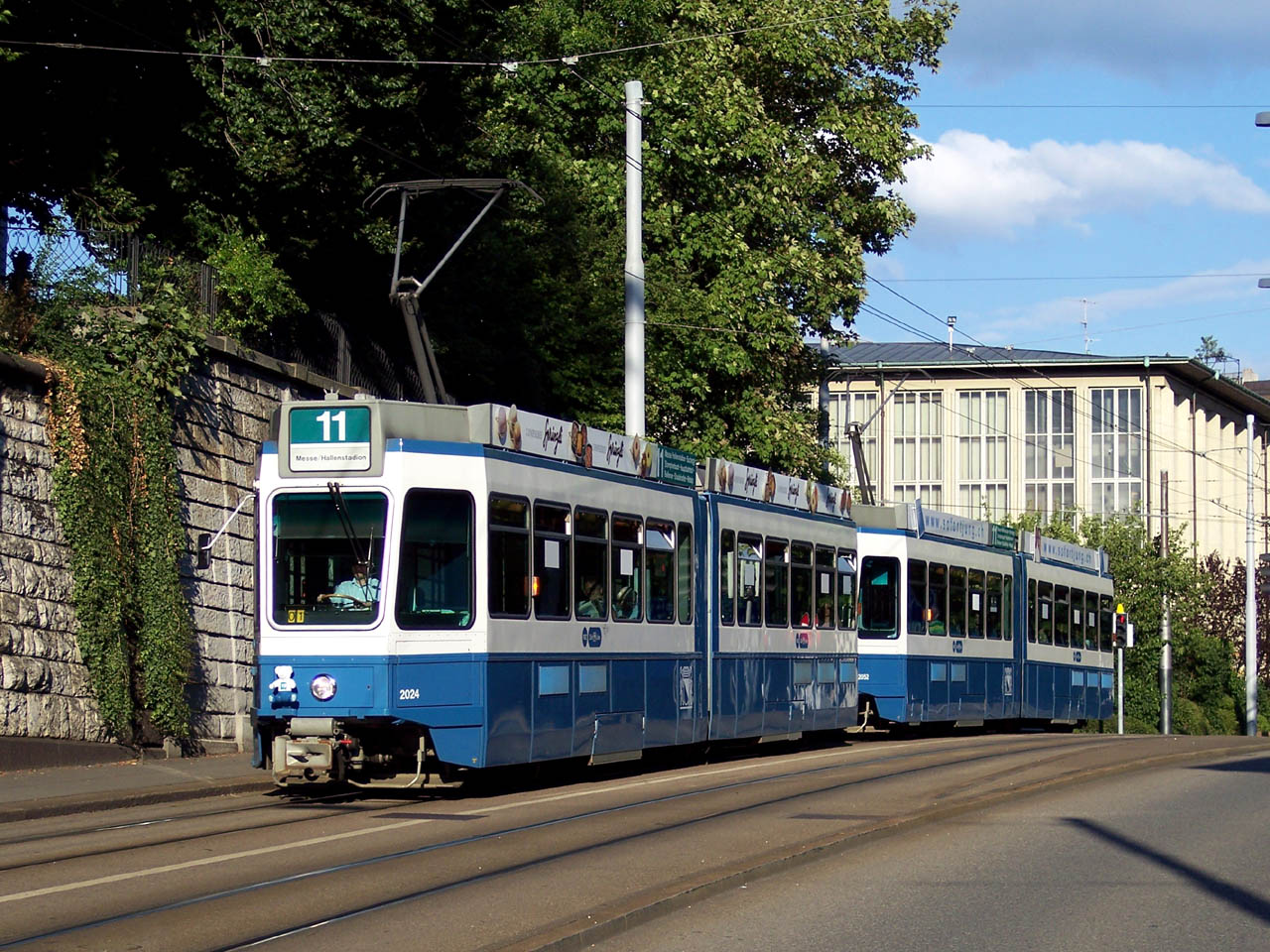
Пара двосекційних трамваїв Tрам 2000 на типовій вуличній колії VBZ

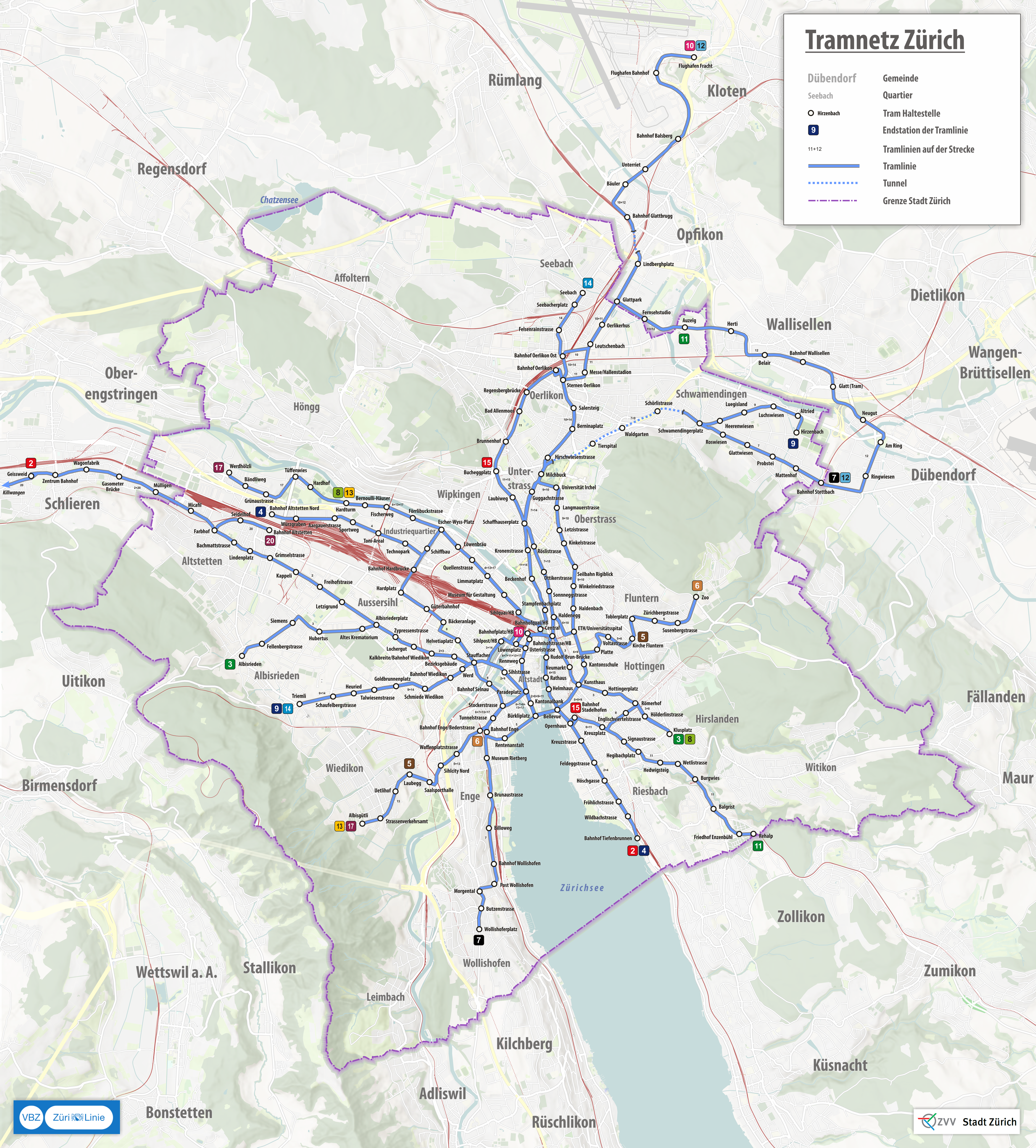
Трамвайна мережа Цюриха станом на 2023 рік

Трамваї роблять важливий внесок у громадський транспорт у місті, трамвайна мережа обслуговує більшість районів та є основою громадського транспорту Цюриха. Більшість трамвайних маршрутів пролягає діаметрально між околицями через центр.

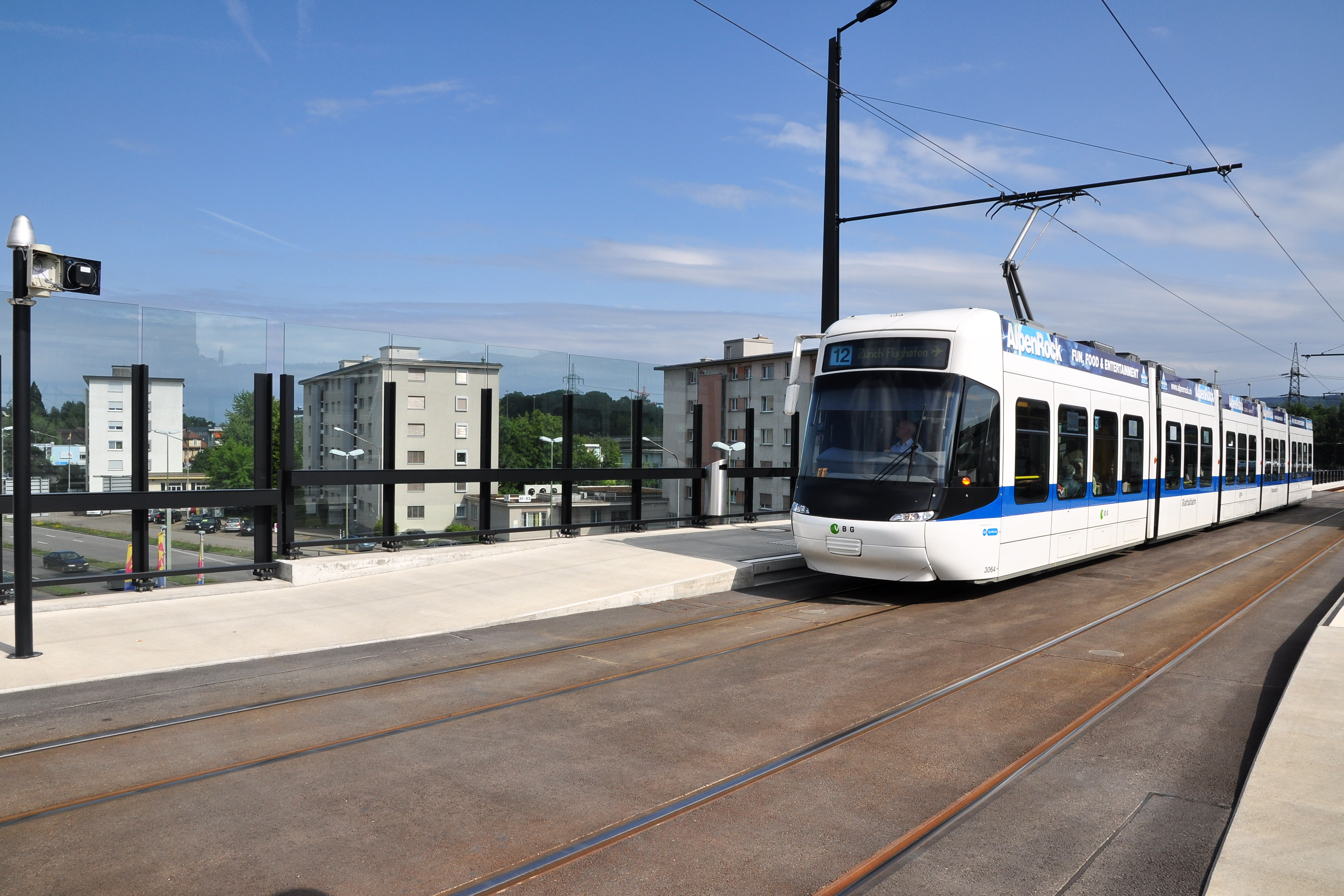
Низькопідлоговий трамвай Bombardier Cobra в лівреї VBG на лінії Глаттальбан

VBZ володіє трамвайною інфраструктурою в межах міста та оперує трамваями як через свою власну інфраструктуру, так і через інфраструктуру Глаттальбану, легкорейкової мережі, що розташована на північ від міста та належить «Verkehrsbetriebe Glattal (VBG)». Хоча деякі з маршрутів, що обслуговують Глаттальбан, називаються маршрутами VBG, усі вони послуги фактично обслуговуються VBZ за угодою з VBG.
Спільна трамвайна мережа VBZ і VBG складається з 15 окремих маршрутів. Мережа працює на метровій колії, електрифікованій повітряною мережею на 600 В постійного струму. Інфраструктура VBZ здебільшого базується на вулицях, із різним ступенем відокремленості від іншого вуличного руху, але мало використовує виділені смуги для трамваїв, за помітним винятком трамвайного тунелю на північному сході Цюриха, шо спочатку був побудований для нереалізованої мережі метро і модифікований для використання трамвая. Навпаки, на інфраструктурі VBG трамваї VBZ працюють на довгих відрізках відокремленої колії.

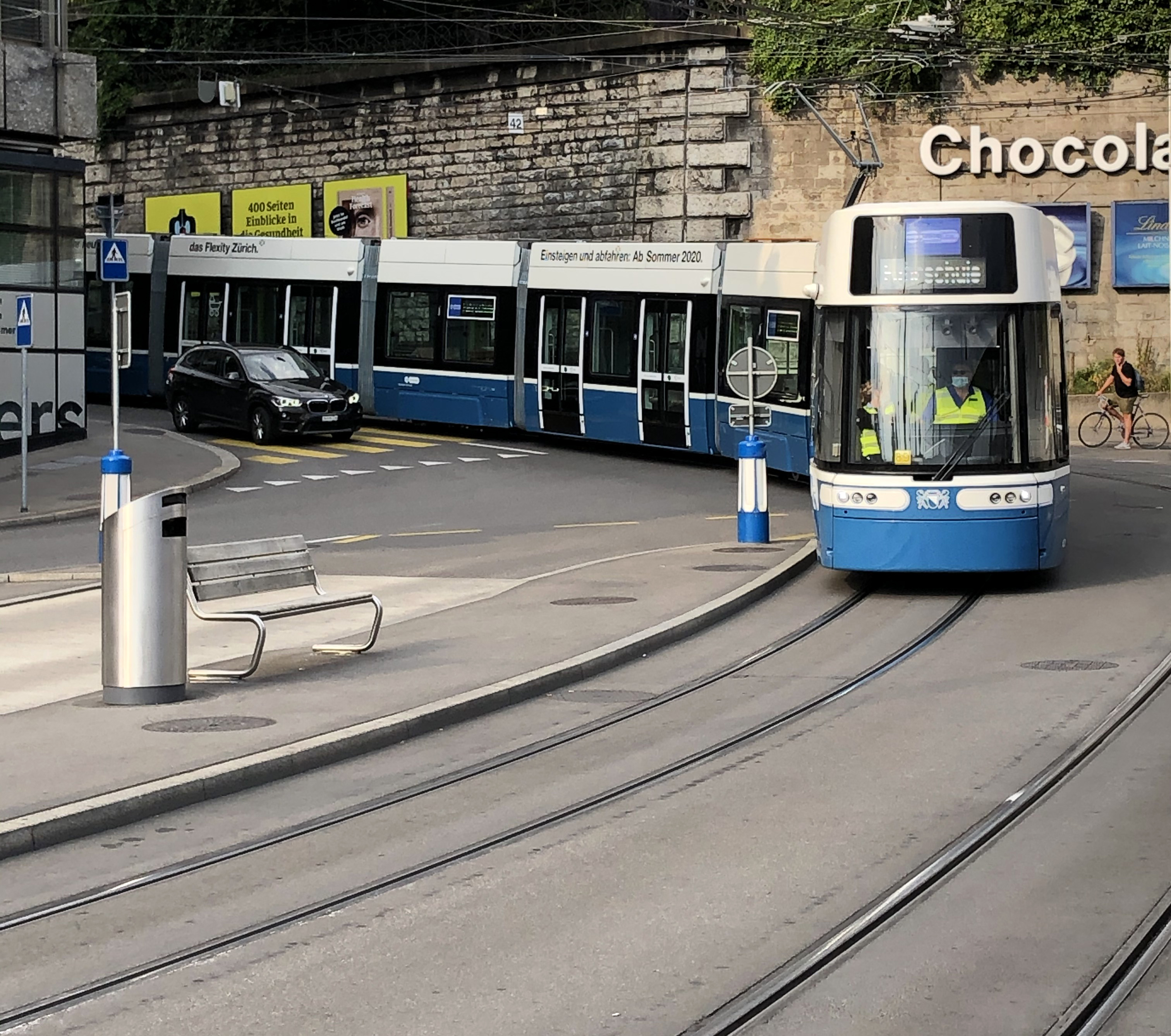
Вагон Bombardier Flexity

Незалежна залізниця Форхбан (FB) використовує колію VBZ, щоб дістатися до центру Цюриха зі східної околиці міста. На цій дистанції свого маршруту поїзди FB здебільшого курсують вулицею, спільними коліями з трамвайними маршрутами VBZ, але класифікуються як частина міської залізничної мережі S-Bahn, а не як частина трамвайної мережі. Дві членські асоціації, «Tram-Museum Zürich» та «Aktion Pro Sächsitram», також часом використовують колії VBZ для руху своїх експонатів.

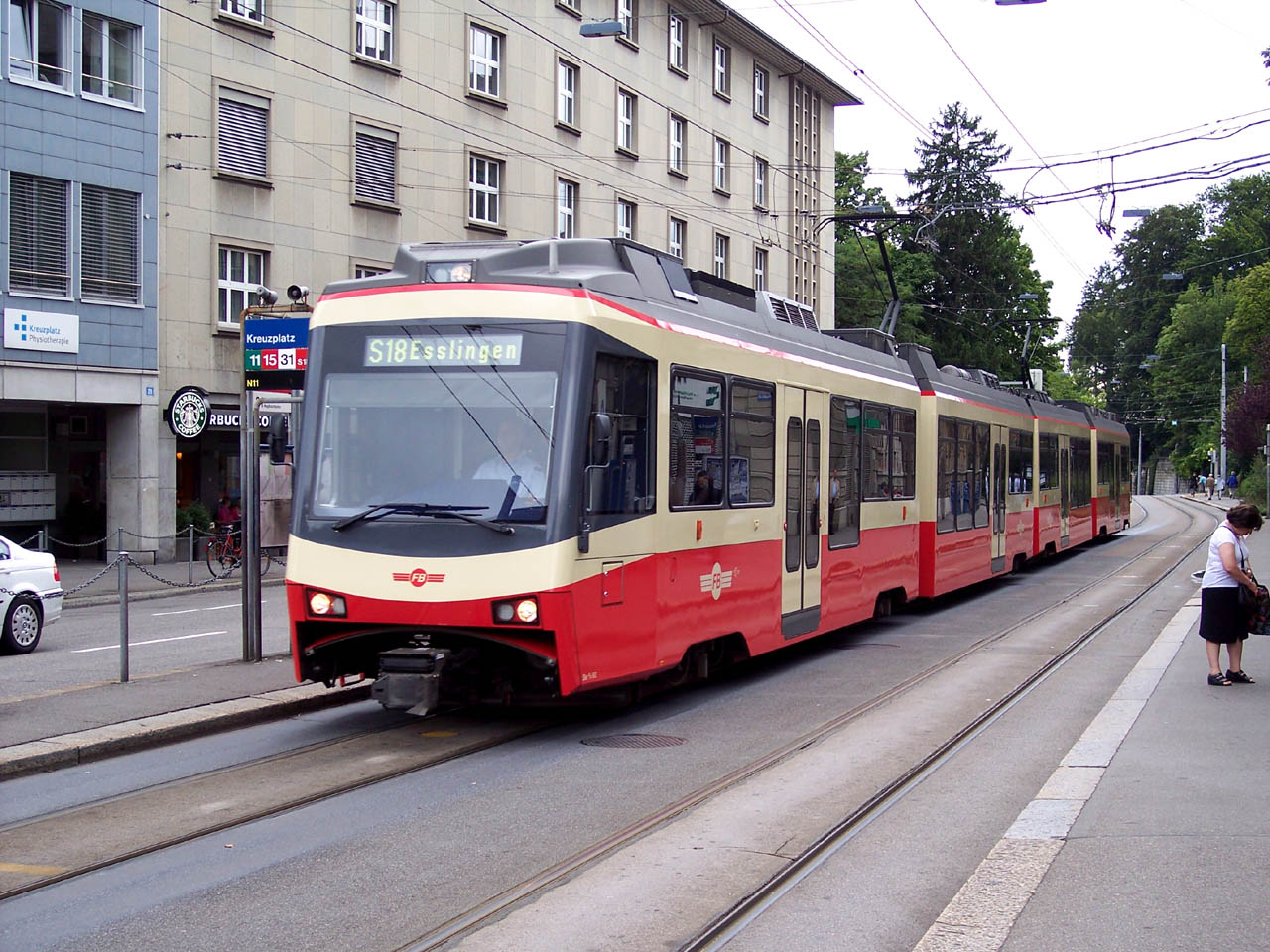
Потяг лінії Форхбан на вулиці Цюриха

VBZ володіє 313 трамвайними вагонами, які проходять понад 16 мільйонів кілометрів на рік. З них 88 сучасних низькопідлогових трамваїв Bombardier Cobra, поставлених між 2001 і 2010 роками. З 2019 року трамвайний парк Цюриха почав поповнюватися вагонами Bombardier Flexity (довжина 43 м, місткість 279 пасажирів), яких загалом місто має отримати 110 штук. Решта трамваїв регулярних пасажирських перевезеннях - моделі Tram 2000, з яких 201 вагон було поставлено між 1976 і 1992 роками. Tram 2000 має високу підлогу, тому 23з них були перебудовані з додаванням центральної секції з низькою підлогою. На відміну від п'ятисекційних Cobra, які зазвичай працюють лише окремо, транспортні засоби Tram 2000 складаються з однієї, двох або (у випадку реконструйованих одиниць) трьох секцій і в більшості випадків працюють у парах.
Трамвайна мережа перевозить 202 мільйони пасажирів на рік, долаючи до 368 мільйонів пасажиро-кілометрів.

### Тролейбуси

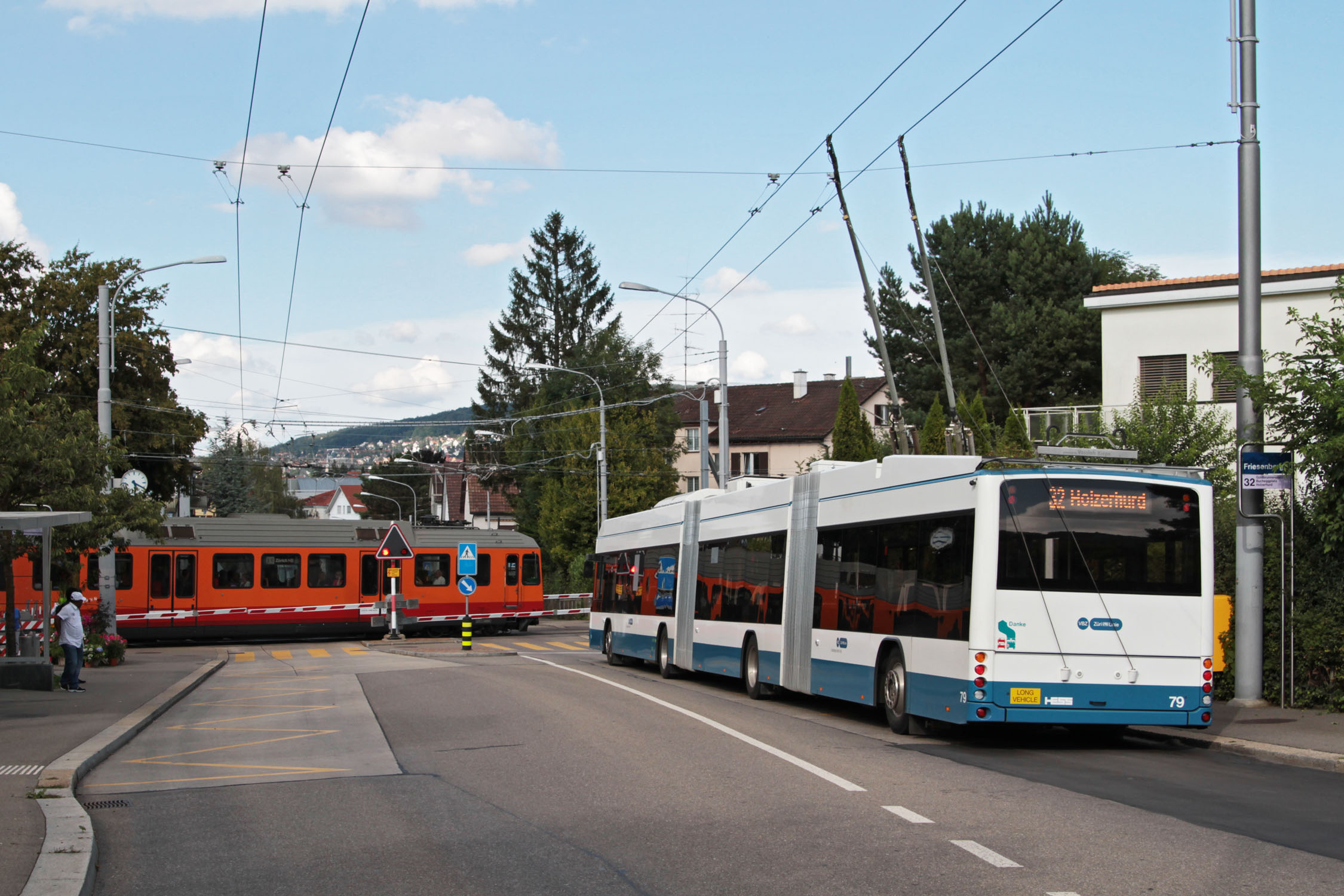
Трисекційний тролейбус перед залізничним переїздом Фрізенберг

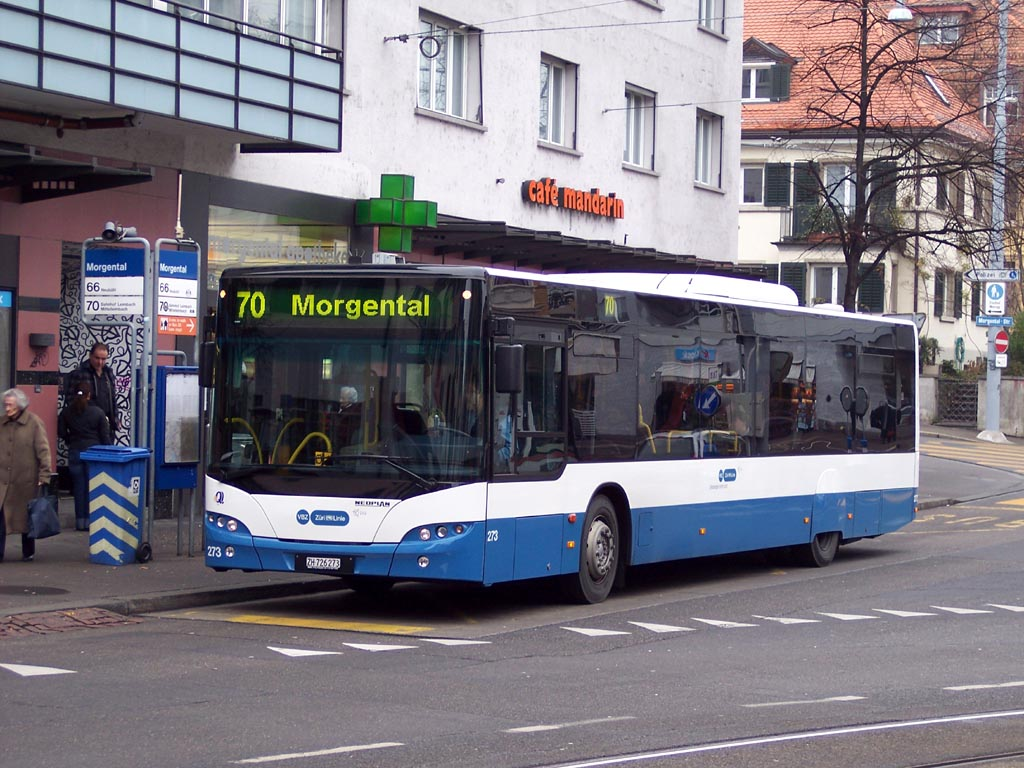
Автобус Neoplan N 4516

Крім трамваїв діють 6 тролейбусних маршрутів загальною довжиною маршруту 54,0 км. Як і трамвайні маршрути міста, більшість тролейбусних маршрутів проходять від передмістя до передмістя, хоча їх проникнення в центр міста менш повне, ніж трамваї. Як і трамвайна мережа, тролейбусна мережа електрифікована за допомогою повітряної лінії на 600 В постійного струму та має спільну інфраструктуру електропостачання.
На маршрутах працюють 80 тролейбусів, які проїжджають понад 5 мільйонів машино-кілометрів на рік. Усі тролейбуси міста є зчленованими, з них 17 – трисекційними. Усі транспортні засоби з двома шарнірами, а також ще 18 одинарних транспортних засобів мають низьку підлогу.
Тролейбусна мережа перевозить 54 мільйони пасажирів на рік, що становить 119 мільйонів пасажиро-кілометрів.

### Автобуси
VBZ також обслуговує 60 автобусних маршрутів. Автобусні маршрути можна розділити на міські (18 маршрутів), районні (9 місцевих мікроавтобусів, що експлуатуються в межах міста) та регіональні маршрути (33 маршрути в області навколо міста).
В експлуатації VBZ знаходиться 181 автобус, з них 85 стандартних, 73 зчленованих і 23 мікроавтобуси. За винятком 8 зчленованих автобусів, усі автобуси мають низьку підлогу. Автобуси VBZ на міських маршрутах долають трохи менше 6 мільйонів автомобільних кілометрів на рік, районні маршрути додають ще 1 мільйон кілометрів, а регіональні – 2 мільйони кілометрів. Крім того, більша частина регіональних послуг надається підрядниками, що діють від імені VBZ, і такі послуги охоплюють ще 4 мільйони автомобільних кілометрів на рік.

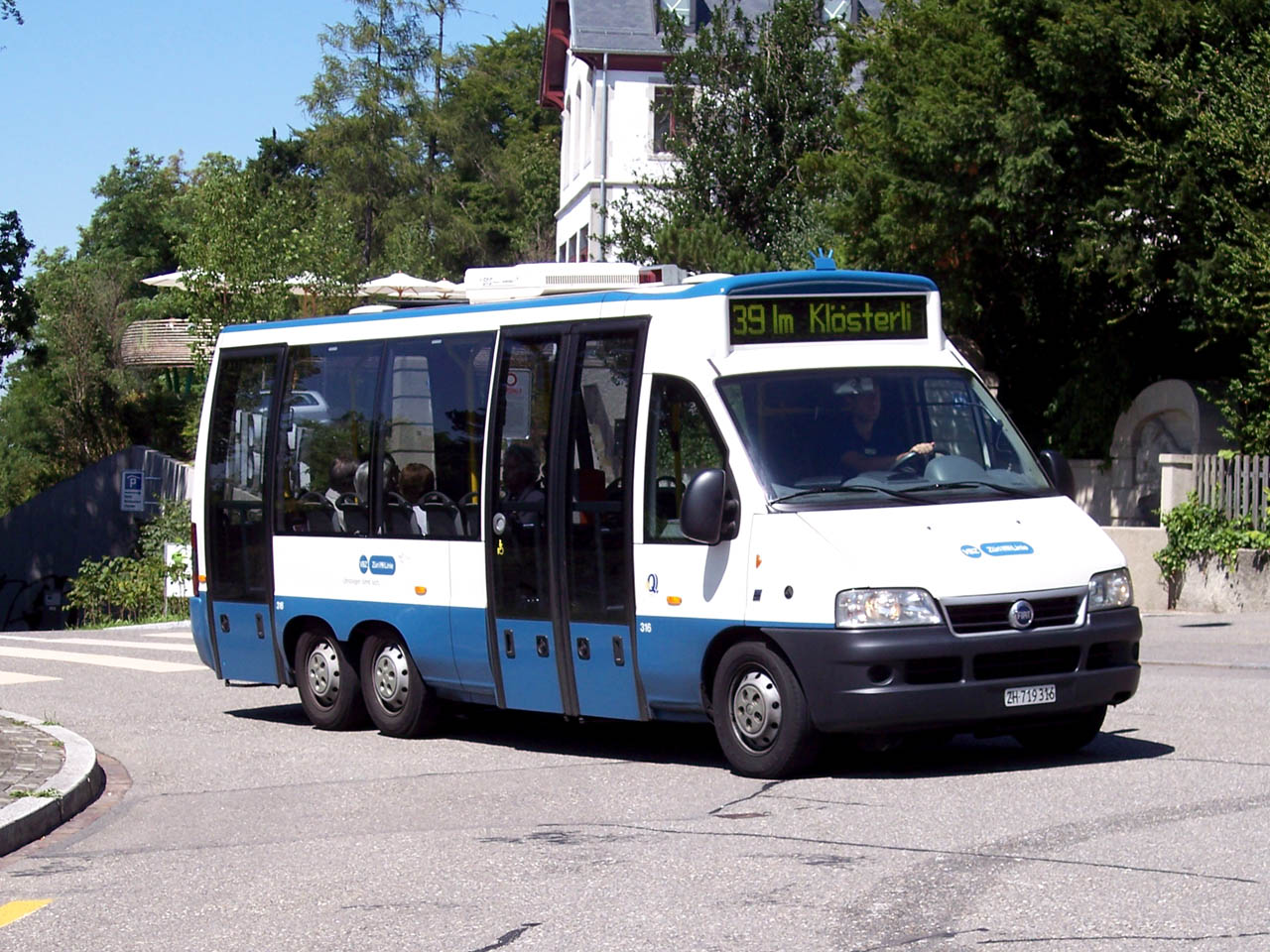
Районний автобус на базі Fiat Ducato

Мережа міських автобусів перевозить 37 мільйонів пасажирів на рік, додаючи до 75 мільйонів пасажиро-кілометрів. Автобусна мережа району щорічно перевозить 2 млн. пасажирів, додаючи до 3 млн. пасажиро-кілометрів. Регіональна автобусна мережа перевозить 20 мільйонів пасажирів на рік, додаючи до 62 мільйонів пасажиро-кілометрів.

### Фунікулери та зубчаста залізниця
VBZ експлуатує два фунікулери та одну зубчасту залізницю в межах міста Цюриха:
- Фунікулер Рігіблік на північному сході міста сполучає нижню станцію трамвая і тролейбуса з верхньою станцією Рігіблік на пагорбі Цюрихберг. Воно належить та керується VBZ.[8]
- Фунікулер Полібан сполучає центр міста з університетом. Він керується VBZ від імені своїх власників, банківської групи UBS AG.[8]
- Зубчаста залізниця Дольдербан у східному передмісті Цюриха сполучає нижню станцію трамвая з верхньою станцією, що примикає до готелю «Dolder Grand». Він керується VBZ від імені своїх власників, компанії Dolderbahn-Betriebs AG.[9]

### Тарифи та квитки

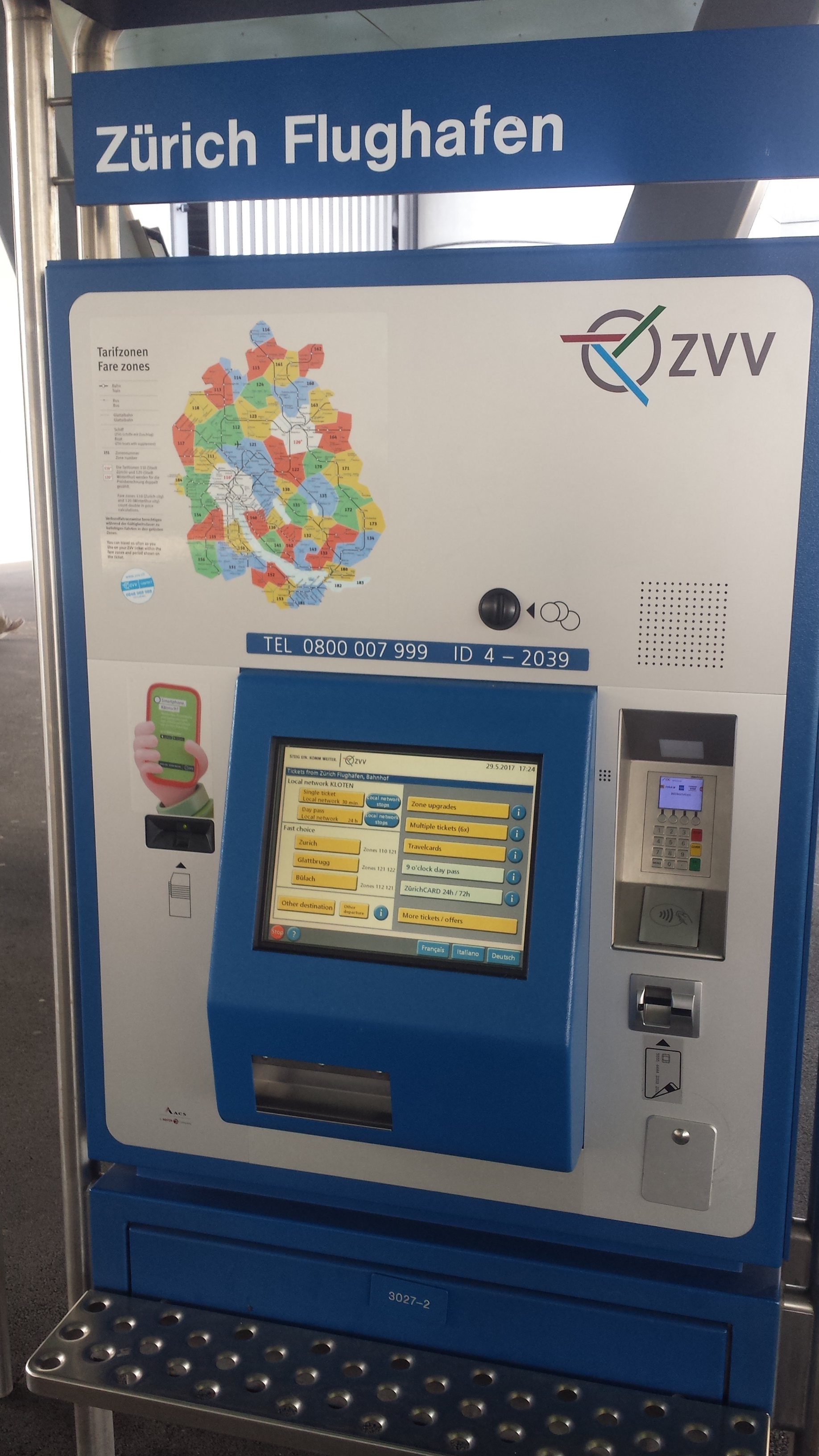
Квитковий автомат

Усі послуги, якими керує VBZ, працюють за системою підтвердження платежу. Пасажири повинні придбати квиток перед посадкою в будь-який транспортний засіб. Пасажири можуть сідати через будь-які двері й не зобов’язані показувати квитки під час посадки.
Квитки можна придбати в автоматах на всіх трамвайних зупинках VBZ та багатьох автобусних зупинках. На зупинках без квиткових автоматів пасажири без квитків повинні сідати через передні двері та купувати квиток у водія. Перевірки квитків проводяться у випадковому порядку групою інспекторів з тарифів на проїзд, і на пасажирів, яких виявили без дійсного квитка, накладають штрафи.
Пасажирські послуги VBZ здійснюються в рамках системи тарифів і квитків, наданої кантональним управлінням громадського транспорту Zürcher Verkehrsverbund (ZVV). Ця система охоплює весь кантон Цюріх і, таким чином, охоплює подорожі послугами багатьох інших операторів, а також включає мережу приміської залізниці цюрихського S-Bahn. Безкоштовний трансфер дозволяється між різними транспортними засобами, маршрутами, видами транспорту та операторами за умови наявності квитка, дійсного на всю подорож.
Система ZVV має зональний характер, тарифи на окремі поїздки встановлюються відповідно до зон, через які проходить поїздка. Не всі зони однакові, у деяких зонах за проїзд стягуються вищі тарифи. Все місто Цюрих знаходиться в одній зоні, але оскільки деякі маршрути VBZ виходять за межі міста, для деяких поїздок VBZ потрібен квиток у кілька зон. Доступні як квитки на одну поїздку, так і одноденні квитки, а також кілька проїзних з довшим терміном дії.

### Інша діяльність

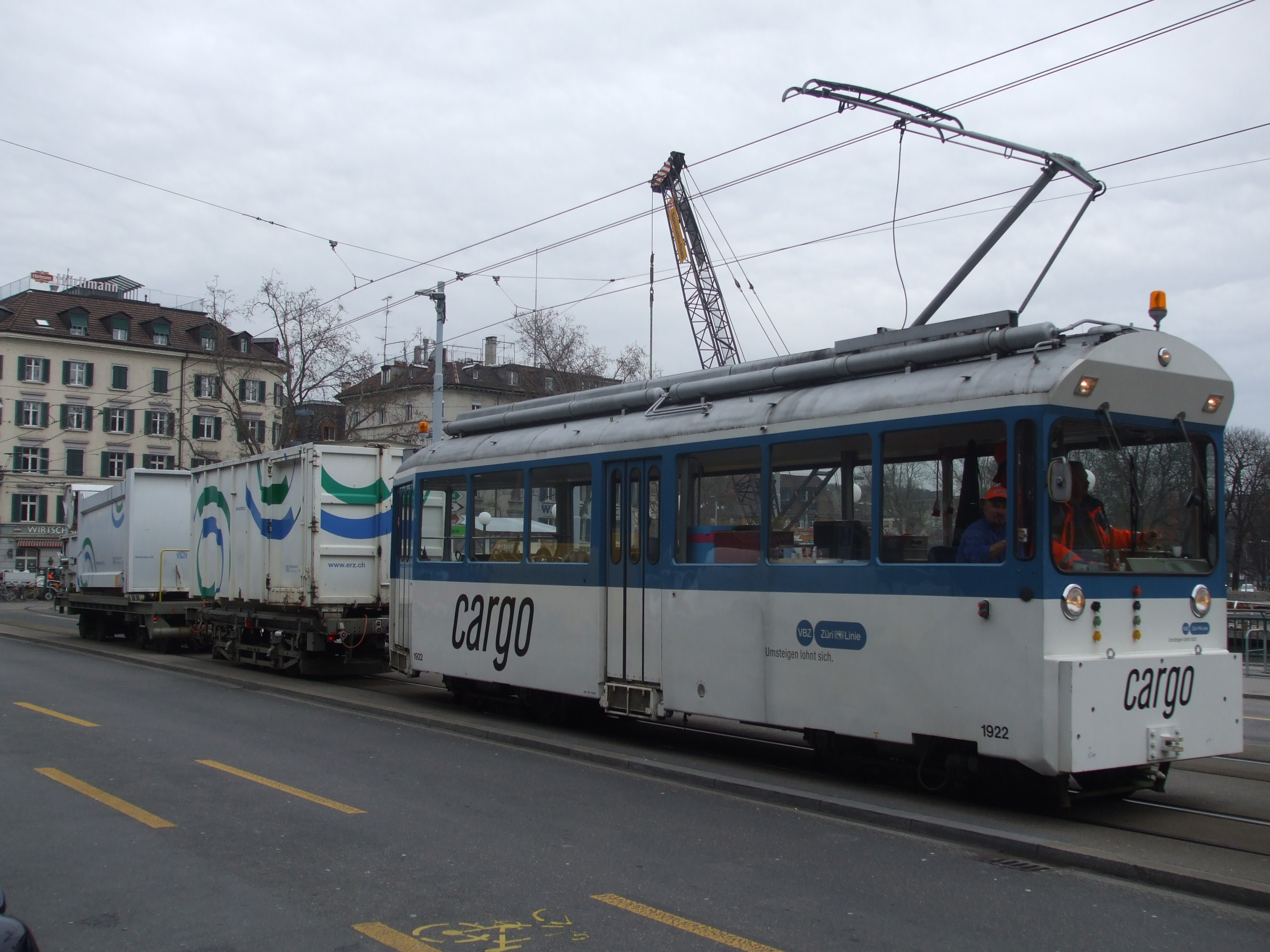
Вантажний трамвай

Окрім пасажирських перевезень, VBZ спільно з міським сміттєзбірником ERZ експлуатує вантажний трамвай для збору великогабаритних відходів. Вантажний трамвай обслуговує 9 різних пунктів збору в Цюриху, заходячи в кожен у різні дні місяця. Зібране сміття вивозиться на спеціально облаштований майданчик, ERZ, що прилягає до кінцевої трамвайної зупинки Вердинзель.
Послуга була запроваджена у 2003 році, щоб зменшити щорічну кількість нелегально викинутих великогабаритних відходів. Оскільки Цюрих має розгалужену трамвайну мережу, яка обслуговує більшість районів, і багато відповідних колій, які не використовуються регулярними рейсами, було вирішено використовувати трамвайну мережу. У перший рік роботи зібрано 380 тонн відходів.
Зібрані відходи збираються у два стандартних контейнери для сміття, які встановлені на чотириколісних платформах. Їх перевозить вагон 1922 року випуску, колишній швейцарський стандартний трамвай, початково доставлений до Цюриха в 1940 році, а в 1980 році перетворений на вантажний вагон.
VBZ також пропонує різноманітні послуги, такі як оренда історичних трамваїв, інженерні та ремонтні послуги у своїх добре обладнаних і сучасних майстерень, а також транспортні консультаційні послуги.
У 1927 році група працівників VBZ заснувала власний футбольний клуб під назвою FC VBZ. Станом на 2020 рік клуб все ще діє та виступає в корпоративній лізі.

## Депо
З кожним поглинанням восьми компаній-попередників на додаток до залізничної мережі додавалися депо. Із загалом майже десяти трамвайних депо п’ять — Гард, Ірхель, Калькбрайте, Ерлікон та Воллісгофен — працюють щодня з 1997 року; депо Гард (з кінця 2008 року) і Воллісгофен (з травня 1998 року) експлуатуються як так звані «сплячі депо», в яких технічне обслуговування транспортних засобів більше не проводиться. Важке технічне обслуговування трамваїв виконує центральна майстерня в Альтштеттені.
З будівництвом лінії Глаттальбан були потрібні додаткові потужності, тому трамвайне депо Ерлікон було перебудовано до 2010 року та розширено чотирма під’їздами. Колишнє трамвайне депо Вартау використовувалося як Цюрихський трамвайний музей (TMZ) до осені 2006 року. 24 травня 2007 року в депо Бургвіс, що було закрито в 1997 році, було відкрито Музей трамвая Бургвіс. Вартауське депо залишиться за клубом як майстерня ретроавтомобілів.